# 唐敬陵
敬陵为唐朝皇家陵寝，为唐玄宗贞顺皇后墓。位于西安市长安区东四十里大兆乡庞留村西侧。
开元二十五年（737）武惠妃薨，唐玄宗追赠她为贞顺皇后，葬在敬陵。武惠妃敬陵高19米、周长56米。2004年，敬陵遭到大规模盗劫。2006年7月14日，西安警方在深圳抓获盗墓团伙头目杨彬。2007年，陕西历史博物馆、省考古研究院、长安区文物局联合组队，对敬陵进行抢救性发掘。3月，发现了哀册残块。敬陵被盗石椁被陕西省公安机关从美国追回。2010年6月17日，正式移交给陕西省文物部门。